# Elevador da Estrela

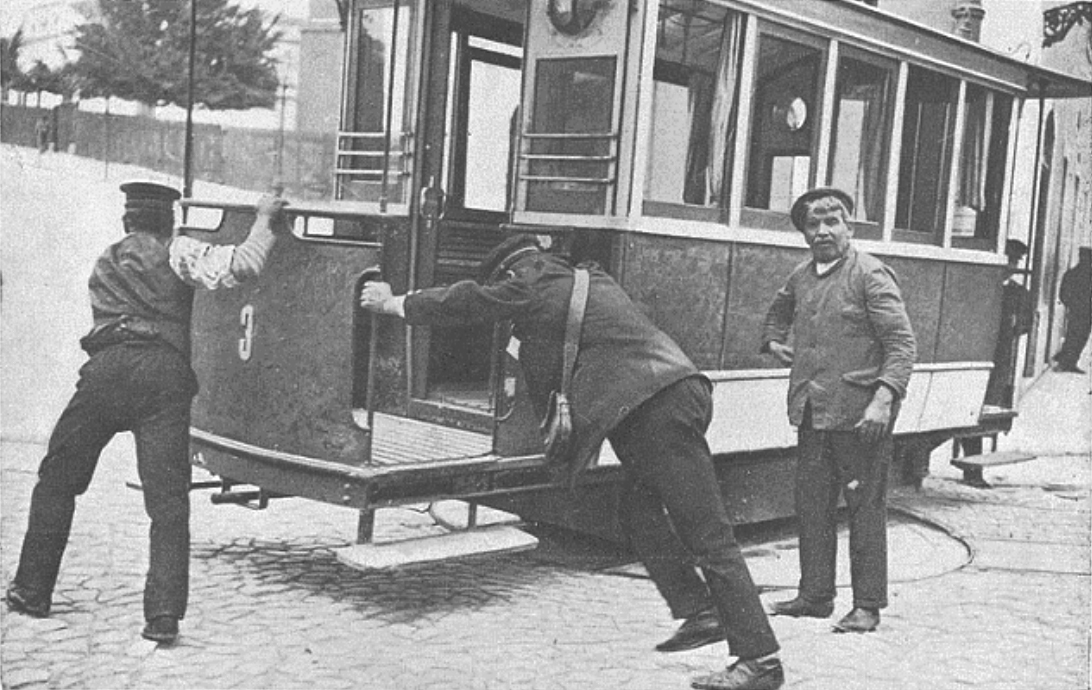
Carro n.º 3 do Elevador da Estrela, virado a braços para mudança de linha no término de Estrela, a 3 de julho de 1913, último dia de circulação.

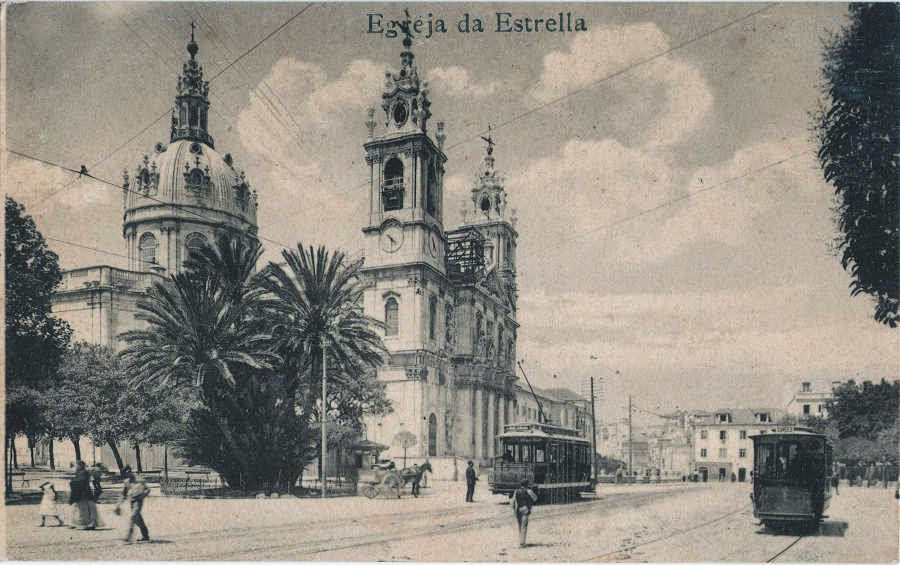
Vista da Basílica da Estrela: circulando lado a lado um carro do Elevador da Estrela (d.^{ta}) e elétrico da Carris, na carreira circular (atual).

O Elevador da Estrela, em Lisboa, Portugal, também conhecido por Ascensor Estrela-Camões, Elevador de São Bento et c., funcionou entre 1890 e 1913.
Era um sistema de transporte público de passageiros em carros tracionados por cabo sem-fim subterrâneo, rodando sobre carris-ranhura encastrados na via pública. Foi projetado por Raoul Mesnier de Ponsard, e funcionou entre 1890 e 1913, gerido pela Nova Companhia dos Ascensores Mecânicos de Lisboa, tendo sido adquirido (em 1913), e substituído (em 1915), pela Carris.
O sistema era também informalmente conhecido por “Mata Cães”, devido às frequentes vítimas que causava, e também por “Maximbombo” (nomeadamente, por Maximbombo da Estrela), corruptela de machine pump, a bomba de acetileno que propulsionava o mecanismo de fixação ao cabo a bordo de cada carro-guia.
O trajeto apresentava um perfil em "U", ao invés dos declives simples mais habituais nestes meios de transporte: Ligava a Praça Luís de Camões ao Largo da Estrela, passando na Calçada do Combro, nos Poiais de São Bento, e pelo Palácio de São Bento. No cruzamento da Calçada da Estrela com a Rua de São Bento, cruzava, desde a sua construção em 1901, a linha de elétricos da CCFL que ligava o Conde Barão ao Rato (à época, carreiras 22-23). Tinha paragem comum com a estação superior do Elevador da Bica, da mesma empresa, e correspondência com a concorrente CCFL no Camões (paragem e terminal do “Largo das Duas Igrejas”, ao Chiado), bem como efemeramente com camionagem suburbana (na Estrela, para Sete Rios e Benfica).
O Elevador da Estrela deixou de funcionar a 3 de julho de 1913; o encerramento deu-se na sequência da aquisição pela Companhia Carris de Ferro de Lisboa da Nova Companhia dos Ascensores Mecânicos de Lisboa. O canal e o trilho foram posteriormente integrados na rede de elétricos da CCFL, que reinaugurou o serviço, agora em unidades eletroviárias motorizadas, em 1915, prolongado em 1936 ao Cemitério dos Prazeres. Este percurso corresponde desde 1991 a um troço da carreira 28E.